# Conophorus bivittatus
Conophorus bivittatus är en tvåvingeart som först beskrevs av Friedrich Hermann Loew 1862.  Conophorus bivittatus ingår i släktet Conophorus och familjen svävflugor. Inga underarter finns listade i Catalogue of Life.